# Бейт-Кама
Бейт-Кама (ивр. בית קמה‎ дословно — «дом нив») — кибуц в северном Негеве, в региональном совете Бней-Шимон. Основан 18 апреля 1949 группой репатриантов из Венгрии и Польши, принадлежавших к движению «Хашомер-Хацаир», и изначально назывался «Сапиах» (ивр. ספיח‎ дополнение).
В кибуце действует региональная начальная (1—6 классы) школа «Ницаней ха-Негев» (ивр. ניצני הנגב‎). Проживающие в кибуце подростки старшего школьного возраста посещают региональную среднюю (7—12 классы) школу «Мевоот ха-Негев» (ивр. מבואות הנגב‎) в соседнем кибуце Шоваль, в 7 км на юг от Бейт-Камы.
Сельское хозяйство кибуца состоит из молочного коровника, птичника, и возделываемых полей. Коровник и поля находятся в совместном владении кибуцев Бейт-Кама и Мишмар ха-Негев, расположенного в 10 км на юг.

## Примечания

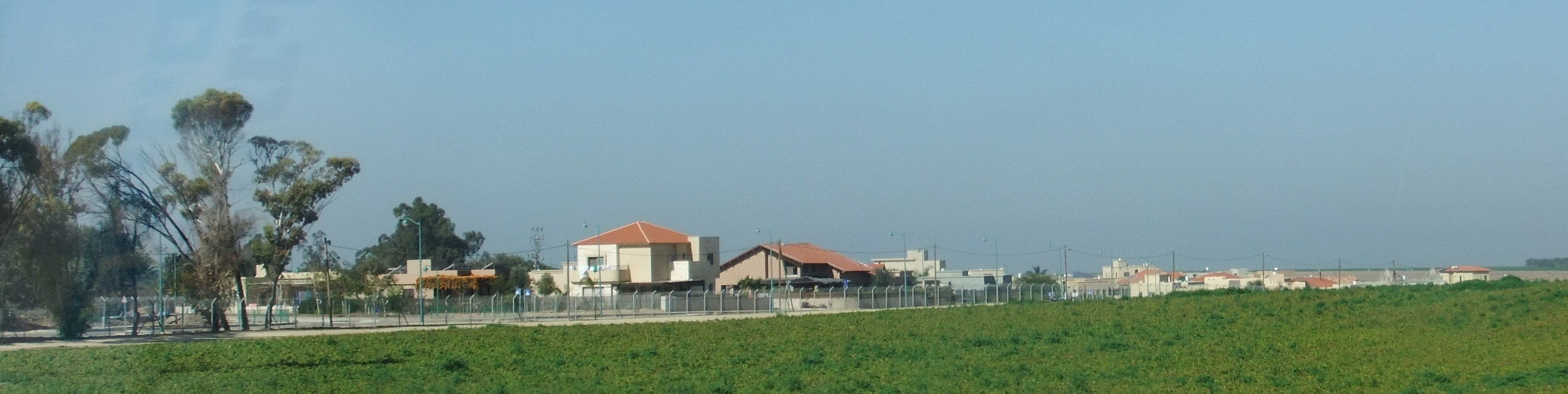
Бейт-Кама

## Население
По данным Центрального статистического бюро Израиля, население на начало 2020 года составляло 1 405 человек.